# Амарна Міллер
Амарна Міллер (ісп. Amarna Miller; нар. 29 жовтня 1990, Мадрид) — іспанська порноакторка, продюсерка, порнорежисерка та письменниця.

## Життєпис
Закінчила Європейський університет Мадрида, де вивчала вишукані мистецтва. 
Відкрито бісексуальна, поліамурна і практикує БДСМ. Вважає себе феміністкою та прихильницею ЛГБТ-руху.
Підтримує ліву політичну партію «Подемос» і висловлювала своє захоплення екс-президентом Уругваю Хосе Мухікою. У травні 2016 року проводила дебати з депутатками від «Подемос» Беатріс Хімено і Кларою Серра під назвою «Секс, порно та фемінізм», в якому зазначила, що порнографія не може бути використана з метою сексуальної освіти.
Її неодноразові появи з релігійною символікою в короткометражках або оголеною в релігійному образі на обкладинці журналу «Mongolia» ставали предметом суперечок.
Її сценічне ім'я складається з назви єгипетського поселення Амарна і прізвища письменника Генрі Міллера. 

### Порноіндустрія
Перший порнофільм зняла в 19 років, виступивши в ньому режисеркою, продюсеркою і акторкою. Протягом п'яти років знімалася у власній кінокомпанії «Omnia-X».
Знімалася в Європі та США, працюючи з Private Media Group, Dorcel, Bang Bros та SexArt. Також співпрацювала в журналах Primera Línea, Playground Magazine і на сайті Orgasmatrix.com.
Була номінована в категорії Іноземна виконавиця року на AVN Awards-2016.

### Книга
У 2015 році опублікувала свою першу книгу «Довідник психонавта» (Manual de psiconáutica). Передмову до книги написав режисер Начо Вігалондо, післямову — Луна Мігель. Книга поєднувала поезію і фотографії.

## Нагороди та номінації
- 2014 Ninfa Award: переможниця — Найкраща акторка року[17]
- 2015 Ninfa Award: переможниця — найкращий персональний сайт[18]
- 2013 Ninfa Award: номінантка — Найкраща іспанська акторка
- 2015 Ninfa Award: номінантка — Найкраща іспанська акторка[18]
- 2015 DDF Awards: номінантка — БДСМ секс-богиня
- 2015 AVN Awards: номінантка — Іноземна виконавиця року[15]
- 2016 TEA Awards: номінантка — Найкраща сцена року[19].